# Klasse gegen Klasse
La Klasse gegen Klasse (Clase contra Clase, en español) fue una guerrilla izquierda radical que estuvo activa en Alemania, que apareció por primera vez en 1992, el grupo mantuvo una campaña armada-revolucionaria hasta el 2004.
Klasse gegen Klasse es también el nombre de un diario en línea de izquierda, sin aparente relación con el grupo, siendo la filial alemana de la red internacional de periódicos La Izquierda Diario.

## Historia
La Oficina de Protección a la Constitución acusa al grupo de 33 ataques incendiarios y cinco explosivos entre 1992 y 1996, clasificando al grupo como radicales de izquierda. Los principales motivos del grupo eran la lucha de clases y la lucha contra la gentrificación y el capitalismo, con el objetivo de una revolución socialista. Debido a su naturaleza clandestina y su estructura organizativa flexible, ningún miembro del grupo fue arrestado.

### Cronología de Atentados
El grupo ha sido acusado de más de 40 ataques que nunca resultaron en lesiones personales o muerte de alguien:
| Fecha                    | Descripción del ataque |
| ------------------------ | --- |
| Alrededor de 1992        | Primera aparición militante del KgK, varios ataques incendiarios contra autos de lujo y autos de políticos |
| Marzo de 1993            | Envío de un cartucho 9 mm a Gerd Nowakowski, el jefe del equipo editorial local de Berlín en ese momento. En una carta adjunta, el KgK amenazó con un ataque en la rótula si los editores de taz se niegan a publicar "Panfleto neomarxista" |
| 10 de septiembre de 1993 | Ataque con explosivos contra la casa de un propietario de una casa de alquiler en Neukölln, dejando únicamente daños materiales. |
| 18 de octubre de 1993    | Ataque con granada de mano en el restaurante de lujo de Berlín Auerbach. |
| 19 de noviembre de 1993  | Dos atentados con bomba contra las casas de un arquitecto y el entonces jefe de la oficina de planificación de la ciudad de Kreuzberg, así como ataques incendiarios contra los coches privados de dos arquitectos de Berlín.                |
| 4 de junio de 1994       | Las instalaciones del partido Unión Demócrata Cristiana de Alemania, fueron atacadas con explosivos por desconocidos, provocando únicamente daños materiales, esto en la ciudad de Dusseldorf, Westfalia.                                    |
| 25 de marzo de 1996      | Ataque con explosivos en la casa privada del abogado laboralista de Berlín Klaus Adomeit. El atentado no deja heridos, solamente daños materiales.                                                                                           |
| 30 de diciembre de 1999  | Se registran atentados incendiarios contra coches de lujo, cometidos por autonomistas, la policía culpa a miembros de KgK. |
| 8 de diciembre del 2000  | Se registra un atentado incendiario contra coches diplomáticos de la embajada de India. |
| 30 de octubre del 2002   | Se registra un atentado incendiario contra el coche del entonces concejal de la ciudad de Kreuzberg, Franz Schulz. |